# Орловка (Архангельский район)
Орловка (баш. Орловка) — деревня в Архангельского района Республики Башкортостан России. Административный центр Орловского сельсовета. Находится на левом берегу реки Зилим.
С 2005 современный статус.

## Географическое положение
Расстояние до:
- районного центра (Архангельское): 17 км,
- ближайшей железнодорожной станции (Приуралье): 26 км.

## История
В 1959 г. указом Президиума Верховного Совета РСФСР населённый пункт Молотово переименован в Орловка.
Статус деревня, сельского населённого пункта, посёлок получил согласно Закону Республики Башкортостан от 20 июля 2005 года N 211-з «О внесении изменений в административно-территориальное устройство Республики Башкортостан в связи с образованием, объединением, упразднением и изменением статуса населенных пунктов, переносом административных центров», ст.1:

6. Изменить статус следующих населенных пунктов, установив тип поселения — деревня:

3) в Архангельском районе:…

и) поселка Орловка Орловского сельсовета

## Население
| 2002 | 2009 | 2010 |
| ---- | ---- | ---- |
| 308  | ↗321 | ↘300 |

Национальный состав
Согласно переписи 2002 года, преобладающие национальности — русские (52 %), башкиры (43 %).